# William Joseph Levada
William Joseph Levada   (Long Beach, 15 de juny de 1936 - Roma, 26 de setembre de 2019) va ser un cardenal estatunidenc de l'Església Catòlica. Des de maig de 2005 fins a juny de 2012 serví com a Prefecte de la Congregació per a la Doctrina de la Fe sota el Papa Benet XVI, sent l'estatunidenc que ocupava el rang més alt a la cúria pontifícia. Anteriorment havia servit com a arquebisbe de Portland (Oregon) entre 1986 i 1995, i després arquebisbe de San Francisco entre 1995 i 2005. Levada va ser elevat al col·legi cardenalici el 2006. La seva dimissió com a prefecte per motius d'edat va ser acceptada el 2 de juliol de 2012 (havia acomplert els 75 anys el 2011). Va ser succeït el mateix dia pel bisbe Gerhard Ludwig Müller, de la diòcesi de Regensburg.

## Biografia
William Joseph Levada va néixer a Long Beach, Califòrnia, fill de Joseph i Lorraine (nascuda Nunez) Levada, ambdós nadius de Concord, Califòrnia. La seva germana gran, Dolores, va morir el 21 de maig de 2007.
Els seus besavis provenien de Portugal i Irlanda, i immigraren a la San Francisco Bay Area durant la dècada de 1860. Va créixer a Long Beach i a Houston, Texas, estudiant al St. Anthony High School Long Beach i al St. John's Seminary de Camarillo, part de l'arquebisbat de Los Angeles.
Entre 1958 i 1961, Levada estudià al North American College i realitzà els seus estudis teològics a la Pontifícia Universitat Gregoriana de Roma. Va ser ordenat prevere el 20 de desembre de 1961 per l'arquebisbe Martin John O'Connor, rector del Pontifical North American College i president del Consell Pontifici per a les Comunicacions Socials, a la basílica de Sant Pere.

### Ministeri presbiteral
Entre 1961 i fins a 1966, Levada treballà a parròquies de l'arquebisbat de Los Angeles, incloent l'església de Santa Mònica a Santa Monica. També ensenyà a instituts i realitzà tasques pastoral al campus de l'institut.
Després tornà a Roma i continuà els seus estudis al North American College. Rebé el doctorat en teologia sagrada magna cum laude. La seva dissertació va ser escrita sota la direcció de Francis A. Sullivan, SJ. A inicis de la dècada de 1970 tornà als Estats Units i ensenyà teologia a la Facultat de Teologia del Seminari de Sant Joan de Camarillo. En aquesta etapa també va ser nomenat primer director de l'Educació Contínua del Clergat i rebé el títol de Monsignor.
Entre 1976 i 1982, Levada va ser funcionari de la Congregació per a la Doctrina de la Fe al Vaticà, havent estat recomanat pel cardenal Joseph Bernardin. Durant aquest període, ho compaginà donant classes a la Gregoriana. A la Congregació per a la Doctrina de la Fe, Levada serví sota tres Papes (Pau VI, Joan Pau I i Joan Pau II) i sota dos prefectes (els cardenals Franjo Seper i Joseph Ratzinger).
El 1982, el cardenal Timothy Manning, arquebisbe de Los Angeles, nomenà Levada com a Director Executiu de la Conferència Episcopal de Califòrnia a Sacramento.

### Ministeri episcopal
El 25 de març de 983 Levada va ser nomenat bisbe auxiliar de Los Angeles i bisbe titular de Capreae, sent consagrat pel cardenal Manning (amb els bisbes John J. Ward i Juan Arzube com a co-consagradors) a la catedral de Santa Vibiana el 12 de maig. El 1984 va ser nomenat vicari episcopal del comtat de Santa Barbara. El 1986 va ser nomenat canceller i moderador de la Cúria arxidiocesana. Servint sota el cardenal Roger Mahony, Levada reorganitzà l'estructura interna de l'arxidiòcesi.
L'1 de juliol de 1986, Levada esdevingué arquebisbe de Portland a Oregon. Durant la seva estada a Portland, Levada ajudà a revitalitzar el seminari de Mount Angel a St. Benedict, Oregon; Levada donà classes un temps al seminari. Altres fites a Portland inclouen reorganitzar Catholic Charities, treballant amb estreta relació amb la comunitat catòlica hispana, i renovant la catedral de la Immaculada Concepció de Portland. El 1987 va ser nomenat pel cardenal Ratzinger, a qui el Papa Joan Pau II demanà que desenvolupés el projecte de la redacció d'un nou Catecisme de l'Església Catòlica, perquè servís al seu comitè editorial, un grup de 7 bisbes la tasca dels quals era preparar l'esborrany d'un catecisme, realitzant una consulta entre els bisbes d'arreu del món i molts estudiosos, i desenvolupa un text final sota la direcció de la Comissió de 12 cardenals, dels quals el cardenal Ratziner va ser president.
El 17 d'agost de 1995, Levada va ser nomenat arquebisbe coadjutor de San Francisco, i el 27 de desembre d'aquell any succeí John Raphael Quinn com a arquebisbe. Ocupà el càrrec fins al 17 d'agost de 2005.
Al novembre de 2000, Levada va ser nomenat un dels membres de la Congregació per a la Doctrina de la Fe, on serví sota la direcció del cardenal Ratzinger. Era una tasca a temps parcial que li permeté seguir a Califòrnia.
També el 2000, Levada esdevingué el bisbe copresident del diàleg entre catòlics i anglicans als Estats Units. Al novembre de 2003, Levada va ser nomenat president del Comitè de Doctrina de la Conferència Episcopal Estatunidenca. Era un càrrec per a tres anys, però va dimitir el 2005 a causa de les noves tasques a Roma, sent rellevat per Arthur J. Serratelli, bisbe de Paterson.
El 18 de setembre de 1998 va ser el consagrador principal de la consagració de monsenyor John C. Wester com a bisbe auxiliar de San Francisco. El 30 de gener de 2003 va ser el consagrador principal de la consagració de monsenyor Ignatius C. Wang com a bisbe auxiliar de San Francisco. El bisbe Wang, nadiu de Beijing, és el primer bisbe asiàtic en ser ordenat per a una diòcesi dels Estats Units.
També serví com a gran prior de la tinència nord-occidental de l'orde del Sant Sepulcre i com a capellà conventual de l'associació occidental de l'orde de Malta.
El 2013, Levada va participar en el conclave que escollí el Papa Francesc.

## Involucrament a l'escàndol d'abusos sexuals als Estats Units
Alguns han criticat la forma com Levada es va ocupar dels sacerdots que havien comès abusos sexuals a Portland i a San Francisco.
El 1985, com a contacte del cardenal Law de Boston sobre el tema, a Levada se li va donar un informe de tres membres encapçalat pel pare Tom Doyle sobre temes mèdics, legals i morals que plantegen els clergues abusius en un intent de presentar l'informe a la Conferència Episcopal dels Estats Units en la seva reunió de juny de 1985. Uns dies més tard, el pare Doyle va ser informat per Levada que el seu informe no seria escoltat pels bisbes. Setmanes més tard, Doyle va ser degradat del seu càrrec a l'ambaixada del Vaticà.
En una entrevista de 2008 per a Beliefnet.com Levada va dir:
| « | Jo personalment no accepto que s'ha produït una àmplia base de bisbes culpables de complicitat vers els pedòfils. Si pensés que hi havia, sens dubte que voldriaparlar amb ells sobre això. | » |

En resposta, el pare Tom Doyle va dir:
| « | Recordo vívidament la trobada amb Levada al maig de 1985, quan ell era un bisbe auxiliar, sobre la crisi dels abusos sexuals. També he vist volums de documents i testimonis jurats de deposicions que mostren clarament que la majoria, probablement tots els bisbes sabien clarament que els sacerdots estaven violant i d'una altra manera abusaven sexualment de nens ja en la dècada de 1940; i ho limito a aquesta època perquè no he pogut anar més enllà en l'estudi dels documents. Per tant, la declaració de Levada és o bé una mentida o evidència d'una comprensió molt estreta i la percepció de la realitat. | » |

Com a arquebisbe de Portland, Levada retira el pare Joseph Baccellieri, un capellà acusat d'abús de menors, el 1992. El 1993, es va assabentar de les acusacions que el sacerdot havia abusat no d'una, sinó de tres víctimes masculines. Levada va autoritzar pagaments secrets a les víctimes després que van amenaçar de fer públiques les acusacions en un plet. Levada va permetre Baccellieri tornar al servei el 1994 després d'haver estat sotmès a teràpia i amb la condició que no podia estar a prop dels nens i que no podia aconsellar adults o nens. Levada no va informar els feligresos o als jutjats sobre les acusacions. Baccellieri va passar a servir com a pastor o pastor associat en quatre parròquies de l'àrea de Portland entre 1994 i 2001, quan va estar de permís per estudiar dret canònic.
Després de pagar $53 milions per resoldre més de 100 demandes d'abusos sexuals comesos per sacerdots, Portland el 2004 va esdevenir la primera arxidiòcesi catòlica nord-americana que es declarà en fallida.
Al febrer de 2013, Levada va dir als mitjans que al cardenal Roger Mahony se li havia de permetre que ajudés a seleccionar el pròxim Papa, tot i que Mahony havia obstruït la investigació dels abusadors de nens, mentre dirigia l'església a Los Angeles en la dècada de 1980.

## Prefecte de la Congregació per a la Doctrina de la Fe
El 13 de maig de 2005, el Papa Benet XVI nomenà Levada com el seu successor al càrrec de Prefecte de la Congregació per a la Doctrina de la Fe, el principal defensor de la doctrina moral i teològica de l'Església Catòlica Romana, a vegades actuant com a fiscal contra membres de l'Església que hagin apartat d'aquests valors.
Sovint s'ha especulat que entre els motius del Papa en escollir Levada poden haver inclòs el fet que Levada va ser l'editor principal del Catecisme de l'Església Catòlica, el fet que ambdós havien treballat conjuntament al Congregació per a la Doctrina de la Fe, i el desig del Papa en tenir un estatunidenc al capdavant de la Congregació per a la Doctrina de la Fe pel fet que una de les seves tasques és fer front a l'escàndol d'abusos sexuals.
Levada dimití com a arquebisbe de San Francisco el 17 d'agost de 2005, desè aniversari de l'anunci del seu nomenament com a coadjutor de San Francisco. Una de les seves darreres tasques com a metropolità va ser servir com a consagrador principal de Clarence Richard Silva com a nou bisbe de Honolulu, en ser aquesta sufragània de la província eclesiàstica de San Francisco. Levada va ser rellevat a San Francisco pel seu company de l'institut George Niederauer.
El 24 de març de 2006, Benet XVI elevà Levada al Col·legi de Cardenals, fent-lo elegible per participar en qualsevol futur conclave papal que pugui començar abans del seu 80è aniversari, és a dir, el 15 de juny de 2016. Levada va ser nomenat cardenal diaca de Santa Maria in Domnica.
A més del seu càrrec de Prefecte de la Congregació per a la Doctrina de la Fe, el cardenal Levada és el president de la Comissió Pontifícia Bíblica, la Comissió Teològica Internacional i la Comissió Pontifícia Ecclesia Dei. El cardenal Levada a més el membre de la Congregació per als Bisbes, de la Congregació per a les Causes dels Sants, de la Congregació per a l'Evangelització dels Pobles, de la Congregació per a les Esglésies Orientals, de la Congregació per a l'Educació Catòlica, del Consell Pontifici per a Textos Legislatius i del Consell Pontifici per a la Promoció de la Unitat dels Cristians. El 5 de gener de 2011 va ser nomenat entre els primers membres del nou Consell Pontifici per a la Promoció de la Nova Evangelització.
Va ser un dels cardenals electors que van participar en el conclave de 2013 que elegí el Papa Francesc.

### Cap de la ComissióEcclesia Dei
El cardenal Levada, que ja era membre de la Comissió Pontifícia Ecclesia Dei, l'orgue de la Santa Seu encarregat amb assolir la reconciliació amb la Societat de Sant Pius X i grups semblants amb Roma i de regular la celebració dels Sagraments d'acord amb els texts en llatí de 1962, va ser nomenat President el 8 de juliol de 2009, d'acord amb el motu proprio Ecclesiae Unitatem del Papa Benet XVI, que converteix el Prefecte de la congregació per a la Doctrina de la Fe en cap ex officio de la Comissió Ecclesia Dei. Malgrat això, la Comissió té el seu propi staff, consistent amb un Secretari i funcionaris.
El 13 de maig de 2011 va ser publicada la instrucció Universae Ecclesiae que clarificava certs aspectes de la Summorum Pontificum. El cardenal Levada, com a president de la Comissió Ecclesia Dei, signà el document que va ser aprovat pel Papa Benet XVI i datat el 30 d'abril, festivitat de Sant Pius V. La instrucció també conté els fruits de l'examen triennal de l'aplicació de la llei, que havia estat planejat des del principi.

### Recepció dels anglicans tradicionals
El 20 d'octubre de 2009, el cardenal Levada, juntament amb l'arquebisbe Joseph DiNoia, oferí una conferència de premsa en la qual anuncià que el Papa Benet XVI publicaria una constitució apostòlica que rebria el nom de Anglicanorum coetibus, que permetria els anglicans, ja fossin laics o clergues, a unir-se a l'Església Catòlica i mantenir la seva identitat corporativa. Senyalava que «la supervisió i guia pastoral serà oferta per grups d'antics anglicans a través d'un ordinariat personal, l'ordinari del qual serà nomenat d'entre els antics anglicans.»
El comunicat de premsa preveia que el clergat anglicà que s'unís a l'Església Catòlica seria ordenat al presbiterat, però s'excloïa l'ordinació a l'episcopat: «Els motius històrics i ecumènics preclude l'ordenació d'homes casats com a bisbes ja sigui a l'Església Catòlica com a l'Ortodoxa. La Constitució, a més, estipula que l'ordinari pot ser tant un prevere o un bisbe solter.» Durant la conferència, el cardenal Levada comparà els nous ordinaris al ordinariats existents en molts països per a la cura pastoral de les forces militars. La mesura és per donar lloc a un ritu litúrgic anglicà dins de l'Església Catòlica. S'establiran els ordinariats personals, prèvia consulta amb les conferències episcopals. No s'ha indicat si hi haurà només un d'aquests ordinariats personals en un país, com succeeix amb els ordinariats militars, o si podria haver-hi un ordinariat diferent per a cada un de diversos grups anglicans dins d'un país que s'unissin a l'Església Catòlica. Al mateix temps, a Londres, es realitzà una declaració conjunta sobre el nou protocol per part de l'arquebisbe Vincent Nichols de Westminster i el cap de la Comunió Anglicana, l'arquebisbe Rowan Williams de Canterbury.
El 31 d'octubre de 2009, el cardenal respongué a l'especulació sobre si l'ordenació al diaconat i al presbiterat que en algunes Esglésies Catòliques Orientals és oberta tant a homes casats com a cèlibes s'aplicaria també als ordinariats personals pels antics anglicans. Va aclarir que la disciplina canònica que l'Església Llatina s'aplica a aquests ordinariats. Els criteris objectius per circumstàncies en les quals es pogués dispensar del celibat poguessin ser sol·licitades es van a elaborar en forma conjunta per l'ordinariat personal i la conferència episcopal.

## Opinions
Les opinions del cardenal Levada generalment mostren el magisteri oficial de l'Església Catòlica.

### Teòlegs dissidents
Sobre els catòlics que dissenteixen dels ensenyaments catòliques va dir que: «La teologia catòlica no reconeix el dret a dissentir, si per això ens referim a l'adopció de conclusions que són contràries als clars ensenyaments de la infal·lible autoritat del Magisteri i que es presenten al públic d'una manera que constitueix un equivalent d'un magisteri personal alternatiu.»

### Normes de la llei moral
En la seva tesi doctoral de 1970, en la qual Levada va tractar la qüestió de la infal·libilitat de les normes morals específiques de la llei natural, va escriure que: «El procés humà de la formulació de les normes morals es caracteritza per una dependència essencial en les dades de l'experiència humana... Les variabilitats que van marcar el procés humà del seu descobriment i formulació fan que presentar fatals sol·licituds particulars inherentment inadequades per a ser considerades per a la definició infal·lible... per aquestes formulacions han de romandre essencialment obertes a la modificació i reformulació sobre la base dels valors morals, ja que es perceben amb relació a les dades i l'experiència de la qual l'home marca de comprensió de si mateix... tot i que no hi ha res per evitar que un consell o un Papa s'estengui [infal·libilitat] a les qüestions de la llei moral natural des del punt de vista de la seva autoritat per fer-ho, però, la certesa "prudencial" que caracteritza les normes no bíbliques de la llei natural s'oposa a aquesta extensió... L'Església no ha fet mai va fer una declaració infal·lible sobre una norma particular de la llei moral natural.»

### Qüestions de vida
Al març de 1995, el Papa Joan Pau II va confirmar explícitament que els ensenyaments de l'Església contra l'assassinat (par. 57), l'avortament (par. 62), i l'eutanàsia (par. 65) eren les normes morals específiques que el Magisteri ordinari i universal de l'Església havia protegit amb infal·libilitat.
En només 68 dies, Levada va afirmar públicament que l'ensenyament de l'Església Catòlica pel que fa a la immoralitat de l'avortament directament volgut havia estat infal·liblement ensenyada pel Magisteri ordinari i universal: «El polític individual, igual que qualsevol catòlic, que està en contradicció amb els ensenyaments de l'Església sobre el principi involucrat, és a dir, que l'avortament constitueix la mort de la vida humana innocent i és sempre greument immoral (cf. Evangelium Vitae, n. 57-62), té l'obligació de reflexionar més profundament sobre el tema, amb l'esperança de permetre que el caràcter persuasiu d'aquest ensenyament infal·lible ensenyi a formar part de la seva creença i sistema de valors. Jo dic que infal·liblement que no s'ensenya, perquè el Papa Joan Pau II ha assumit a Evangelium Vitae la prerrogativa especial reconeguda als ensenyaments papals individuals en el Concili Vaticà I, sinó més aviat perquè ell ha cridat l'atenció de manera explícita al fet que l'ensenyament catòlic sobre l'avortament ha estat una doctrina infal·lible de l'Església en virtut del Magisteri ordinari universal, reconegut pels ensenyaments de la universitat Papa i dels bisbes de tot el món units pel Concili Vaticà II.»

### El llenguatge inclusiu
El 1987, Levada i altres sis bisbes van ser triats pel cardenal Ratzinger per editar el proper Catecisme de l'Església Catòlica. Quan el Catecisme es va completar el 1993, la primera traducció a l'anglès va ser molt fluixa i utilitzava una gran quantitat de llenguatge inclusiu. Juntament amb l'arquebisbe Eric D'Arcy de Hobart, Austràlia i el pare John Wall, Levada insistí en que calia reemplaçar-ho amb una traducció més literal, fent-se una traducció nova i més literal que va ser publicada en anglès el 1994. Levada també va ser autor del glossari per a la segona edició del Catecisme.

### La música litúrgica
Mentre que servia com a arquebisbe de Portland (Oregon) entre 1986 i 1995, era, ex officio, el president del consell d'administració d'OCP (anteriorment coneguda com l'Oregon Catholic Press). Va supervisar el seu ràpid creixement per convertir-se en el major editor de música litúrgica en anglès, himnaris, missals i materials de suport per a l'Església Catòlica. Continua servint en la seva junta directiva.

### El diàleg interreligiós amb els Jueus
Segons el rabí David Rosen, el cardenal Levada va deixar en clar que no hi havia valor intrínsec en la realització d'un diàleg interreligiós amb jueus, fins i tot sense segones intencions de proselitisme. També va fer una clara distinció entre "ser testimoni", o compartir el Nou Testament, i proselitista, que estava equivocat.

### Polítics catòlics
«Un catòlic, per estar en plena comunió amb la fe de l'Església, ha d'acceptar aquest ensenyament sobre el mal de l'avortament i l'eutanàsia. Això reflecteix l'ensenyament oficial de l'Església sobre la matèria.»

### Islam
«Si tant l'Islam com el cristianisme es veuen a si mateixos com a universal i missioner, això no vol dir que sigui un cul de sac, sinó una oportunitat per buscar més en el misteri de la fe per veure com ressona i es relaciona amb la fe de l'altre.»

### Missa tridentina
Alguns catòlics tradicionalistes es lamentaren de la negativa de Levada a permetre la celebració de misses d'acord el ritu tridentí de manera pública a la seva arxidiòcesi, afirmant que anava contra el motu proprio Ecclesia Dei del Papa Joan Pau II.

### Congregació per a la Doctrina de la Fe
Sobre la Congregació per a la Doctrina de la Fe, va dir que si les correccions es van dur a terme pels seus companys, si hi hagués un procés de funcionament d'una seriosa revisió i avaluació a la llum de la doctrina catòlica pels teòlegs competents per avaluar el treball d'un dels seus, hi hauria molt menys treball per als membres de la Congregació.

### Posició sobre l'activitat homosexual
En abordar la qüestió de l'activitat homosexual, Levada va encapçalar una marxa d'aproximadament 1.000 persones a través dels carrers de San Francisco a l'abril de 2005 per protestar contra el matrimoni homosexual. Per la seva denúncia de matrimonis del mateix sexe, Levada va ser criticat per les associacions LGBT. Va escriure el 2004 «El matrimoni heterosexual, la procreació i la criança dels nens constitueixen la base de la família i la unitat familiar es troba al cor de cada societat. Per estendre el significat del matrimoni més enllà de la unió entre un home i una dona, la seva capacitat de procreació, i el seu establiment de la família representa una comprensió equivocada del matrimoni.»

### Posició de les unions civils homosexuals
El 1997, la ciutat de San Francisco va aprovar una llei segons la qual totes les empreses han de proporcionar els mateixos beneficis per a les parelles de fet com dels seus cònjuges. Levada objectà que això violava la doctrina catòlica sobre l'estatus únic de la unió, però la ciutat no modificà la llei. Levada va afirmar que els empleats solters de l'arxidiòcesi podrien designar qualsevol persona que comparteix la mateixa adreça que el seu beneficiari. Això compleix amb l'estatut evitant al mateix temps un estatut privilegiat per a les parelles de fet no casades.
El 2006 el cardenal Levada va afirmar que l'arxidiòcesi de San Francisco de deixar de proporcionar adopcions del mateix sexe. La Junta de Supervisors de San Francisco van reaccionar passant per unanimitat una resolució menyspreant sa eminència, declarant que «PUIX, el cardenal Levada és un representant decididament sense qualificació per a la seva ciutat d'origen, i de la gent de San Francisoc i els valors que apreciem»; resolent que els ensenyaments catòlics sobre l'homosexualitat són «amb tal retòrica d'odi i discriminatòria insultant i insensible, i mostra un nivell d'insensibilitat i ignorància, que poques vegades s'ha trobat aquesta Junta de Supervisors» i instà a l'arxidiòcesi a "desafiar" a Roma. El 2010, la Lliga Catòlica va perdre la resultant clàusula de l'establiment de la demanda contra la Ciutat, tot i que dividí i fracturà els 11 jutges del Tribunal d'Apel·lacions del Novè Circuit dels Estats Units, que va escriure: «Aquests són els arguments tradicionals anticatòlics emprats durant segles pels fanàtics anticatòlics".

## Retir
El 2012 s'anuncià el retir de Levada. Actualment viu al seminari de St Patrick, a Menlo Park, Califòrnia.
El 19 d'agost de 2015, Levada va ser detingut per la policia de Kailua-Kona, Hawaii, després que es veiés que conduïa sota els efectes de l'alcohol. Va quedar en llibertat després de pagar una fiança de $500. La seva compareixença davant del jutge va ser programada pel setembre.